# الملاحنة (المحويت)

تعديل مصدري - تعديل

الملاحنة هي إحدى قرى عزلة بني الوليد بمديرية المحويت التابعة لمحافظة المحويت، بلغ تعداد سكانها 127 نسمة حسب تعداد اليمن لعام 2004.